# Nikolai Brandenburg

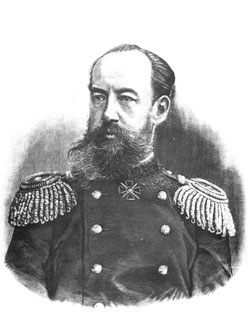
Nikolai Brandenburg

Nikolai Jefimowitsch Brandenburg (russisch Николай Ефимович Бранденбург; * 8. Augustjul. / 20. August 1839greg. in St. Petersburg; † 31. Augustjul. / 13. September 1903greg. ebenda) war ein russischer Offizier der Kaiserlich Russischen Armee und Archäologe.

## Leben
Nikolai Brandenburg, Sohn von Reinhold Joakim von Brandenburg (* 1795 in Sääminki, Großfürstentum Finnland), trat nach dem Besuch des 5. St. Petersburger Gymnasiums im Juli 1857 in das Konstantin-Kadettenkorps ein, in dem er sofort in den dritten Jahrgang aufgenommen wurde. Im Mai 1858 wurde er für seine hervorragenden Leistungen mit einer Urkunde und Lermontows Werken in zwei Bänden ausgezeichnet. Im Juli 1858 wurde er Porutschik im Kexholm-Leibgarde-Grenadierregiment.
Auf eigenen Wunsch wurde Brandenburg 1860 in die 21. Artillerie-Brigade und 1861 in die 2. Leibgarde-Artillerie-Brigade versetzt. Im selben Jahr wurde er neben seinem Dienst Gasthörer an der Kaiserlichen Universität St. Petersburg in der Orientalistik-Fakultät (Studienabschluss 1870).
Brandenburg wurde 1872 Leiter des Artillerie-Museums in St. Petersburg. Er erstellte einen Katalog, in dem er auch die Geschichte der russischen Artillerie darstellte. Er nahm am Russisch-Osmanischen Krieg (1877–1878) teil. 1886 wurde er zum Generalmajor und 1896 zum Generalleutnant befördert.
Im Rahmen seiner militärisch-archäologischen Forschungen befasste sich Brandenburg auch mit Fragen der allgemeinen Archäologie. Ein Schwerpunkt wurde die Untersuchung der Kurgane in den Gouvernements St. Petersburg und Nowgorod an den Flüssen Wolchow, Pascha, Sjas und Woronega. Mit den Funden aus 179 Kurgan-Ausgrabungen erstellte er eine Studie über die finnische Kultur des 10. bis 12. Jahrhunderts im südlichen Ladogagebiet. Darauf grub er die Alte Ladoga-Festung aus und erforschte deren Geschichte (1884–1889). Er untersuchte in den Jahren von 1889 bis 1892 die Schlachtfelder der Schlachten an der Wedrosch, bei Mszislau (1501), bei Wesenberg (1268) und an der Kalka (1223). In seinen letzten Jahren konzentrierte er sich auf Kurgan-Ausgrabungen. Dazu gehörten auch Kurgane der Bronzezeit und der Skythen in Südrussland (1888–1892). Die bisher einzige Bestattung eines Nomaden mit Pferd übergab er dem Artillerie-Museum. Brandenburgs Ausgrabungsfunde werden im Artillerie-Museum, im Moskauer Historischen Museum und im Kiewer Archäologischen Museum aufbewahrt.
Als es bei der Vorbereitung der 100-Jahr-Feier des Vaterländischen Krieges von 1812 zur Diskussion eines Museums aller russischen Kriege kam, wurde Brandenburg 1902 auf eine Erkundungsreise in europäische Städte geschickt. In drei Monaten studierte er in 14 Städten die Arbeit von 20 Museen. Nach dem Besuch Spaniens kehrte er schwer erkrankt nach St. Petersburg zurück und starb am 13. September 1903. Er wurde auf dem Nikolaus-Friedhof des Alexander-Newski-Klosters begraben.

## Ehrungen
- Sankt-Stanislaus-Orden III. Klasse (1866), II. Klasse, I. Klasse
- Russischer Orden der Heiligen Anna II. Klasse, I. Klasse
- Orden des Heiligen Wladimir IV. Klasse, III. Klasse, II. Klasse
- Roter Adlerorden
- Komturkreuz des Franz-Joseph-Ordens
- Takovo-Orden II. Klasse